# 오세아니아조어
오세아니아조어는 오토 뎀프볼프를 위시한 비교언어학자들이 오세아니아어군 언어들의 공통 조상일 것으로 제시한 조상 언어이다. 오세아니아조어는 오스트로네시아어족에 속하는 언어이므로, 오스트로네시아어족 언어들의 공통 조상인 오스트로네시아조어(PAN)의 후손이다.
오세아니아조어는 약 4200년 전에 파푸아뉴기니 동부의 비스마르크 제도에서 사용되었을 것이다. 현재 고고학자들과 언어학자들은 이 언어의 화자 공동체가 라피타 문화와 거의 일치한다는 데 의견을 모았다.

## 특징
비교언어학의 방법론과 오세아니아어군의 상대적 동질성에 힘입어 오세아니아조어의 주요 언어학적 특징을 꽤 확실하게 재구할 수 있었다. 다른 모든 과학적 가설과 마찬가지로, 이러한 재구는 특정 시점에서의 과학의 상태를 반영하는 것으로만 이해되어야 한다. 재구의 세부사항은 오세아니아어학자 사이에서 여전히 많은 논의의 대상이다.

### 음운론
오세아니아조어의 음운 체계는 상당히 확실하게 재구할 수 있다.
오세아니아조어에는 장단 대립이 없는 다섯 개의 모음, *i, *e, *a, *o, *u가 있었다.
자음은 아래와 같이 23개로 재구된다. 관습적인 표기법이 국제음성기호와 다를 때에는 후자를 병기했다.
|        |        | 양순연구개음 | 양순음  | 치경음   | 경구개음 | 연구개음 | 구개수음 |
| ------ | ------ | ------------ | ------- | -------- | -------- | -------- | -------- |
| 파열음 | 무성   | *pw /pʷ/     | *p      | *t       | *c       | *k       | *q       |
| 파열음 | 선비음 | *bw /ᵐbʷ/    | *b /ᵐb/ | *d /ⁿd/  | *j /ᶮɟ/  | *g /ᵑɡ/  |          |
| 비음   | 비음   | *mw /mʷ/     | *m      | *n       | *ñ /ɲ/   | *ŋ       |          |
| 마찰음 | 마찰음 |              |         | *s       |          |          |          |
| 진동음 | 탄음   |              |         | *R /ɾ/   |          |          |          |
| 진동음 | 전동음 |              |         | *r       |          |          |          |
| 진동음 | 선비음 |              |         | *dr /ⁿr/ |          |          |          |
| 설측음 | 설측음 |              |         | *l       |          |          |          |
| 반모음 | 반모음 | *w           |         |          | *y /j/   |          |          |

### 기본 어순
뉴기니섬, 바누아투, 솔로몬제도, 미크로네시아의 많은 오세아니아어군 언어들은 SVO형, 즉 동사가 문장 중간에 오는 언어들이다.  SOV형, 즉 동사가 문장 끝에 오는 어순은 오스트로네시아어족 내에서는 유형론적으로 특이한 경우이며, 솔로몬 제도의 극히 일부 지역과 뉴기니섬에서 사용되는 언어 몇 개에서만 발견된다. 이러한 분포는 SOV형 어순이 오세아니아어군 언어들과 인접한 일부 비오스트로네시아계 파푸아 제어에서 매우 흔하기 때문이다. 한편, 폴리네시아어군 대부분과 누벨칼레도니의 여러 언어는 VSO형 어순을 갖는다. 오세아니아조어가 SVO형이었는지 VSO형이었는지는 여전히 논쟁의 여지가 있다.

## 같이 보기
- 폴리네시아조어
- 오스트로네시아조어
- 말레이폴리네시아조어

## 참조
- François, Alexandre (2011), “Where *R they all? The history and geography of *R loss in Southern Oceanic”, 《Oceanic Linguistics》 50 (1): 142–199, doi:10.1353/ol.2011.0009
- Lynch, John; Malcolm Ross; Terry Crowley (2002). 《The Oceanic languages》. Richmond, Surrey: Curzon. ISBN 978-0-7007-1128-4. OCLC 48929366.
- Ross, Malcolm D. (1988). 《Proto-Oceanic and the Austronesian languages of Western Melanesia》. Canberra: Australian National University. ISBN 978-0-85883-367-8. OCLC 20100109.
- Ross, Malcolm D. (1998).  Andrew Pawley; Meredith Osmond, 편집. 《The lexicon of Proto-Oceanic: Volume 1, Material Culture》. Canberra: Australian National University. ISBN 978-0-85883-507-8. OCLC 40267977.
- Ross, Malcolm D. (2003).  Andrew Pawley; Meredith Osmond, 편집. 《The lexicon of Proto-Oceanic: Volume 2, The Physical Environment》. Canberra: Australian National University. ISBN 978-0-85883-507-8. OCLC 40267977.